# テオドール・ボールマン
フリードリヒ・ハインリヒ・テオドール・ボールマン（Friedrich Heinrich Theodor Bohlmann, 1865年6月23日 - 1931年3月18日）は、ドイツのピアニスト、作曲家、音楽教育者。 
オスターヴィークの法学博士オットー・ボールマンの息子として生まれる。弟ゲオルクと共にライプツィヒのアルベルト王立ギムナジウムに進学して1985年に卒業。 さらに、音楽の才能を認められてライプツィヒ音楽院に進学し、ブルーノ・ツヴィンチャーにピアノを師事。しかし、父親の依頼により、フリードリヒ・ヴィルヘルム大学で科学の学位を取得。但し、並行してクリントヴォルト＝シャルヴェンカ音楽院でカール・クリントヴォルトの下で研鑽を積み、オイゲン・ダルベールとモーリッツ・モシュコフスキのレッスンも受けた。 
1890年3月3日にベルリンでピアニストとしてデビュー。同年9月からアメリカに演奏旅行に行き、シンシナティ音楽院のピアノ科教授となった。 
1905年9月1日から1908年8月31日までベルリンのシュテルン音楽院で後進の指導に当たり、任期を終えるとシンシナティに戻った。教育活動の傍らで演奏活動も継続し、自ら作曲した作品も披露した。 
1922年からメンフィスに移り、ボールマン音楽学校を設立した。メンフィスにて没。 